# Callistopteris
Genre
Callistopteris est un genre de fougères de la famille des Hyménophyllacées. 

## Historique du genre
Le genre a été décrit une première fois par Edwin Bingham Copeland en 1938. Il l'a dénommé ainsi en raison de l'élégance des frondes de ces fougères.
Conrad Vernon Morton le place en section de Trichomanes subg. Pachychaetum en 1968.
Kunio Iwatsuki le place en sous-genre du genre Cephalomanes en 1984.
Enfin, Atsushi Ebihara, Jean-Yves Dubuisson, Kunio Iwatsuki, Sabine Hennequin et Motomi Ito le replacent en genre à part entière en 2006 sur la base d'études de phylogénétique moléculaire.

## Description
Ces fougères possèdent un court rhizome, assez épais et avec une épaisse pilosité. Les racines sont présentes, nombreuses et robustes.
Le stipe, le pétiole ainsi que le rachis (nervure principale du limbe) sont couverts de poils longs et bruns.
Le limbe peut mesurer jusqu'à 40 cm sur 16 cm. ; il est divisé 3 à 4 fois. Il n'y a pas de fausses nervures. La nervation est pennée. Il y a plus de trois cellules sur la partie membraneuse du limbe entre les nervures et les bords.
Les sores, paratactiques aux nervures de la feuille, sont entourés d'une indusie tubulaire campanulée.
Les espèces du genre comptent 36 paires de chromosomes.

## Répartition
Ce genre est principalement localisé dans le Pacifique équatorial et tropical avec une espèce en Amérique du Sud.
Ces espèces croissent à même les rochers humides et parfois sur les troncs d'arbre.

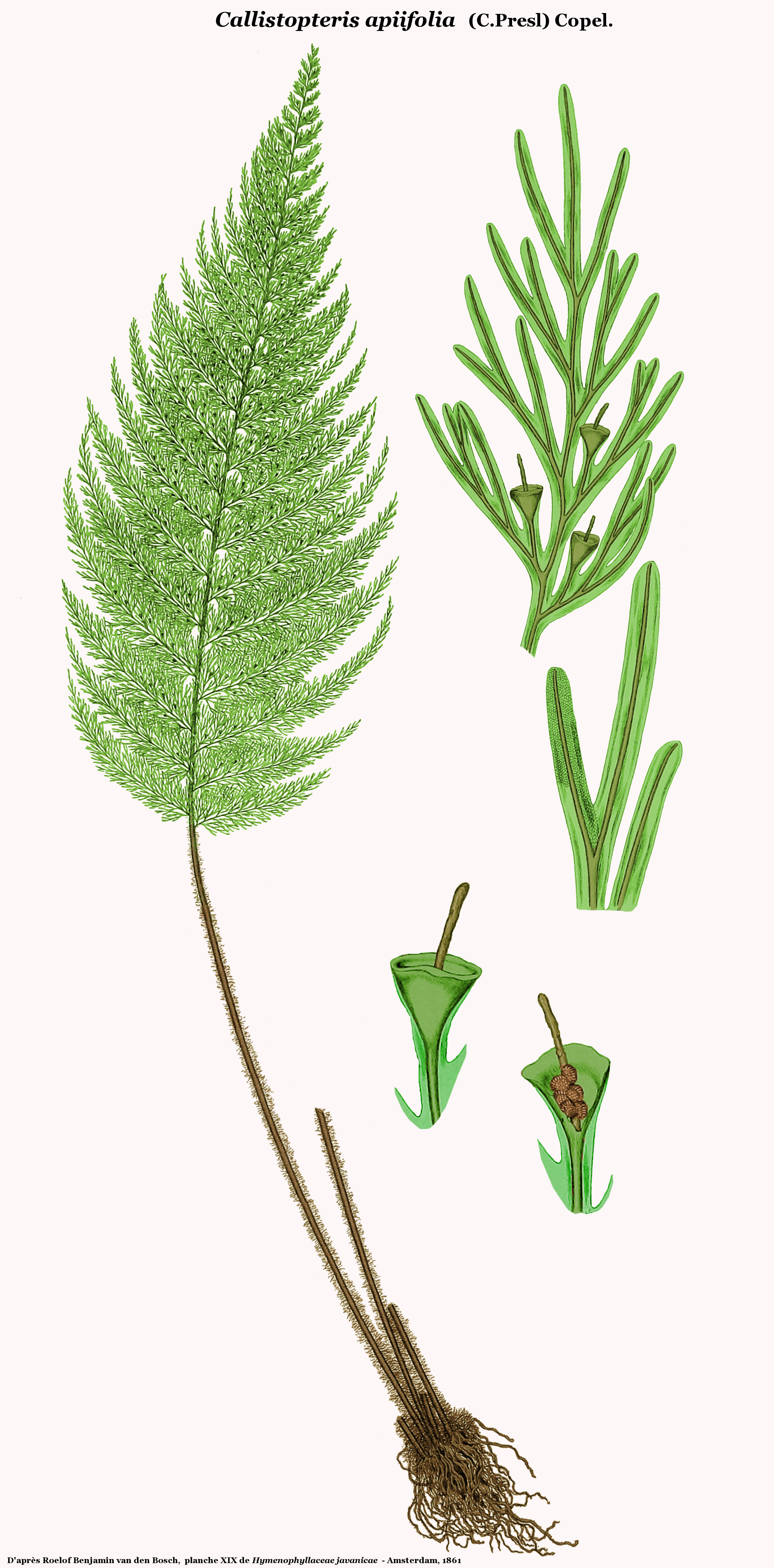
Callistopteris apiifolia
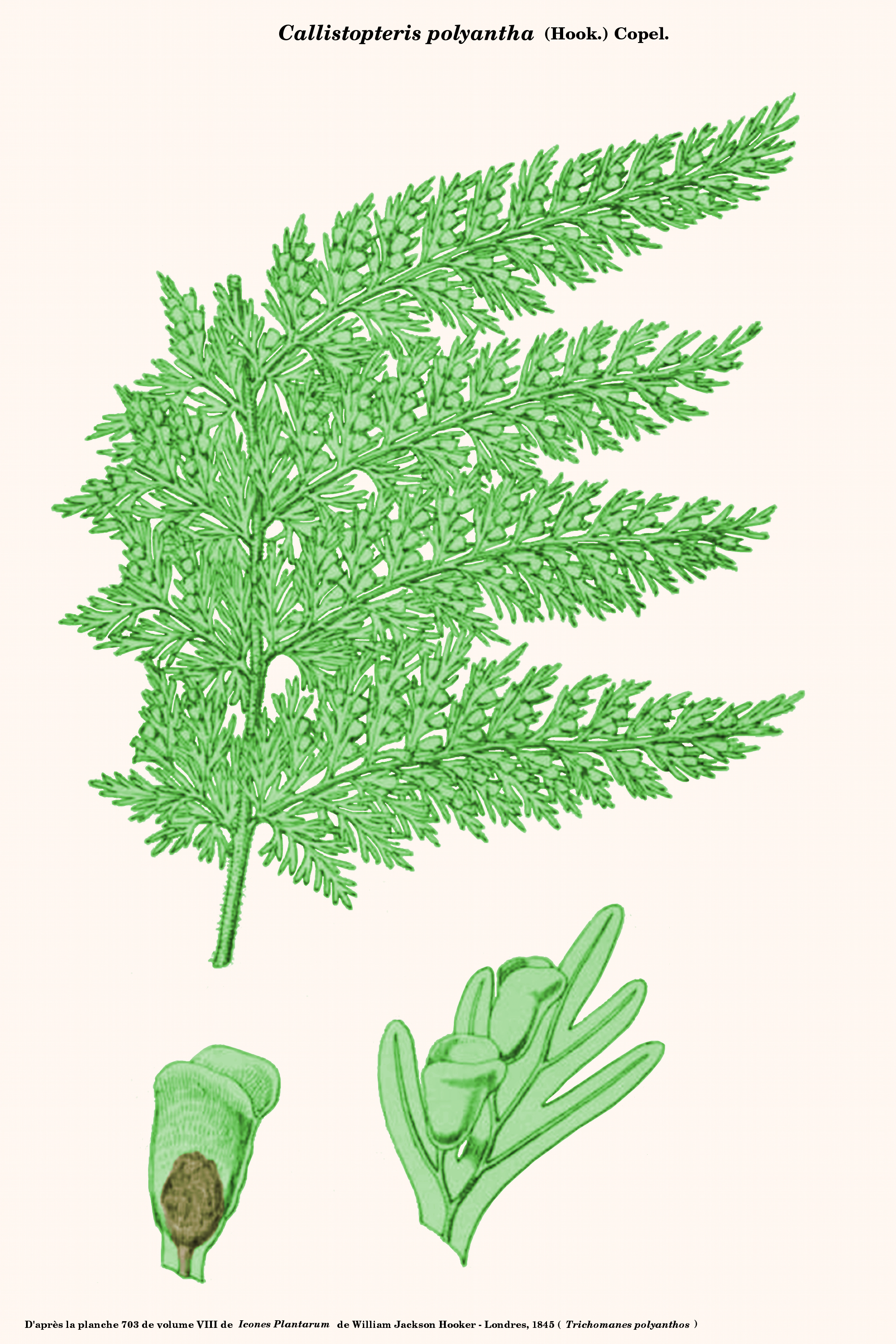
Callistopteris polyantha
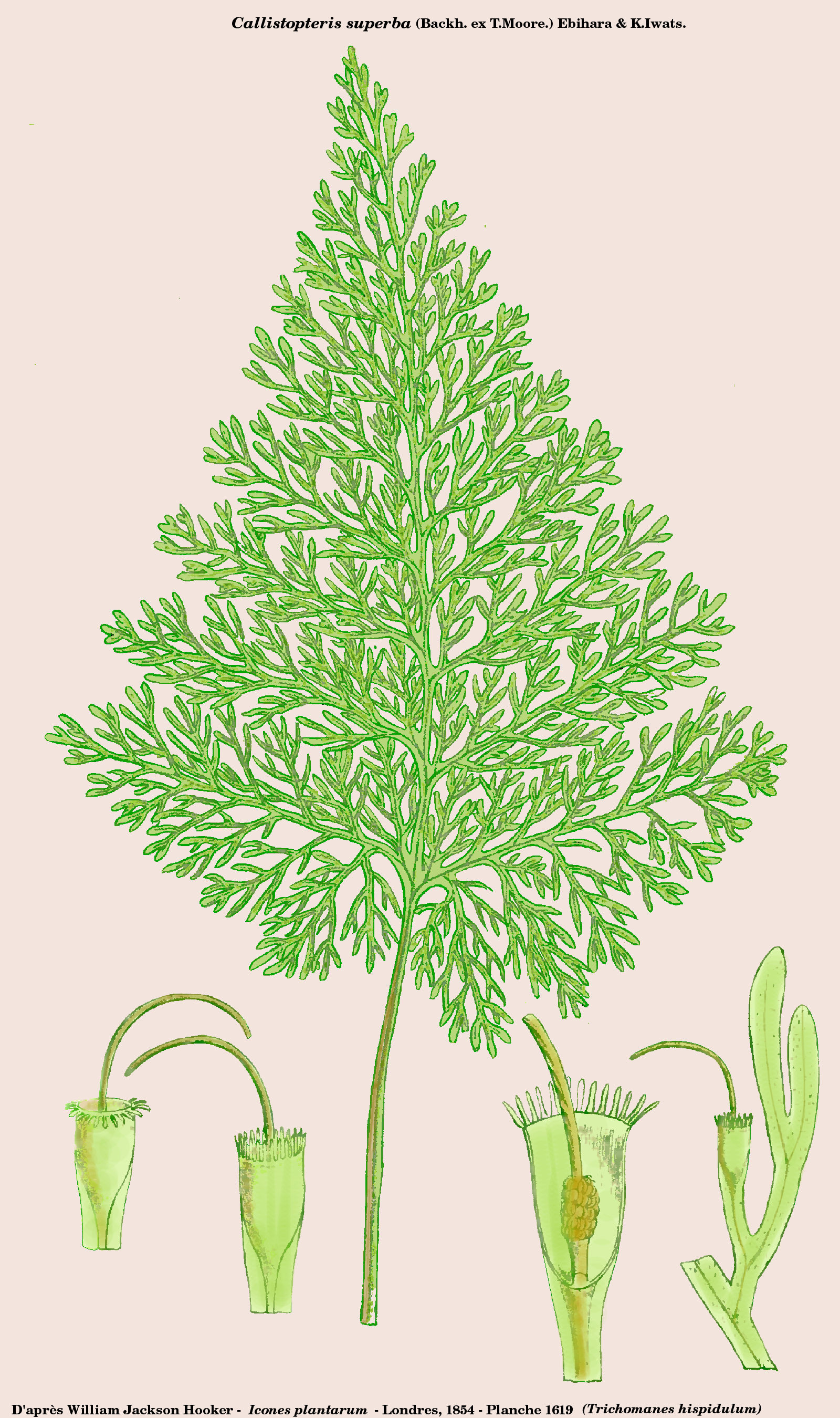
Callistopteris superba

## Liste des espèces
Le genre compte 5 ou 6 espèces selon que les espèces Callistopteris apiifolia et Callistopteris baueriana sont considérées ou non comme synonymes.
- Callistopteris apiifolia (C.Presl) Copel. (1938) - Chine, sud-est de l'Asie, Malaisie, Indonésie, Polynésie (Synonymes : Cephalomanes apiifolium (C.Presl) K.Iwats., Trichomanes apiifolium C.Presl, Trichomanes eminens C.Presl, Trichomanes meifolium Blume - non Bory, Trichomanes myrioplasium Kunze) ; il s'agit de l'espèce type du genre
- Callistopteris baldwinii (D.C.Eaton) Copel. (1938) - Hawaï (Synonyme : Hymenophyllum baldwinii D.C.Eaton)
- Callistopteris baueriana (Endl.) Copel. (1938) - Îles Norfolk et Lord howe (Synonymes : Trichomanes bauerianum Endl., Trichomanes exaltatum Brack.)
- Callistopteris calyculata Copel. (1938) - Sud-est de la Polynésie (île de Rapa)
- Callistopteris muluensis K.Iwats. (1965) - Bornéo (Sarawak)  : espèce du genre Abrodictyum subg. Abrodictyum
- Callistopteris polyantha (Hook. in Night.) Copel. (1938) - Archipel de la Société (Synonymes : Hymenophyllum polyanthum Hook. in Night., Trichomanes polyanthos (Hook. in Night.) Hook., Trichomanes societense J.W.Moore)
- Callistopteris superba (Backh. ex T.Moore) Ebihara & K.Iwats. (2006) - Bornéo, Malaisie (Synonymes : Trichomanes superbum Backh. ex T.Moore, Trichomanes hispidulum Hook., Trichomanes ignobile Ces.)